# Traumfrauen
Traumfrauen ist eine deutsche Liebeskomödie von Anika Decker aus dem Jahr 2015. Das Regiedebüt von Decker, auf deren Drehbuch die Produktion basiert, erzählt von einer Familie von vier verschiedenen Frauen aus Berlin, dargestellt von Hannah Herzsprung, Karoline Herfurth, Palina Rojinski und Iris Berben, die sich ihrem unglücklichen Singledasein zum Trotz in schier aussichtslose Liebesangelegenheiten verstricken. In Nebenrollen traten Elyas M’Barek, Friedrich von Thun, Max von Thun, Frederick Lau, Nina Proll, Dejan Bućin, Doron Amit und Margarita Broich vor die Kamera.
Hergestellt wurde die Komödie von der Hellinger Doll Filmproduktion in Koproduktion mit Decker Bros und Warner Bros Pictures Germany. Die Dreharbeiten fanden von Juli bis September 2014 in Berlin statt. Der deutsche Kinostart folgte schließlich am 19. Februar 2015. Kritiker lobten mehrheitlich die Spielfreude der Besetzung. Mit rund 1,7 Millionen Besuchern platzierte sich Traumfrauen unter den zwanzig meistgesehenen Spielfilmen des Jahres 2015. Im Folgejahre wurde die Produktion unter anderem für die Romy, den Deutschen Schauspielpreis und zwei Jupiter-Auszeichnungen nominiert.

## Handlung
Als Leni erfährt, dass ihr Freund, mit dem sie zusammenziehen wollte, sie betrügt, sucht sie Trost in der WG ihrer Schwester Hannah. Hannahs Mitbewohnerin Vivienne erzählt Leni von ihrem Plan, mit so vielen Männern wie möglich zu schlafen, um so den Liebeskummer zu vergessen. Am Abend gehen die drei Frauen zusammen in einen Klub, wo Vivienne auf Peter trifft. Der ruhige Mann nimmt sie mit in sein Apartment; auf der Terrasse mit Blick über Berlin kommen die beiden sich näher. Hannah entdeckt währenddessen in der Bar einen umschwärmten Kollegen und versucht, ihm näher zu kommen. Schließlich muss sie betrunken von Leni in ein Taxi gesetzt werden, das sie nach Hause bringt. Leni trifft auf den attraktiven Joseph, der wegen eines Streits vor die Tür gesetzt wird. Anschließend trifft sie auf den jungen Musiker Guy, der an ihr interessiert ist und deshalb behauptet, Joseph sei mit einer anderen verschwunden. In Guys Hotelzimmer kommen die beiden sich näher.
Auch Lenis Mutter Margaux hat mit Liebeskummer zu kämpfen, da sie nach vielen Jahren Ehe von Carl für die junge Physiotherapeutin Birte verlassen worden ist. Eines Abends steht Carl vor der Tür und gesteht, dass er sie vermisst. Die beiden verbringen die Nacht zusammen. Am nächsten Morgen erfährt sie, dass ihr Ex-Mann weiterhin mit Birte zusammenbleiben will. Hannah wird entlassen, und Vivienne glaubt, dass sie schwanger sein könnte. Leni erfährt, dass Guy sieben Kinder hat. Peter macht Vivienne klar, dass er sie, falls sie tatsächlich schwanger ist, nicht verlassen wird. Zu Leni kehren alle Verehrer gleichzeitig zurück; sie entscheidet sich für Joseph.

## Hintergrund

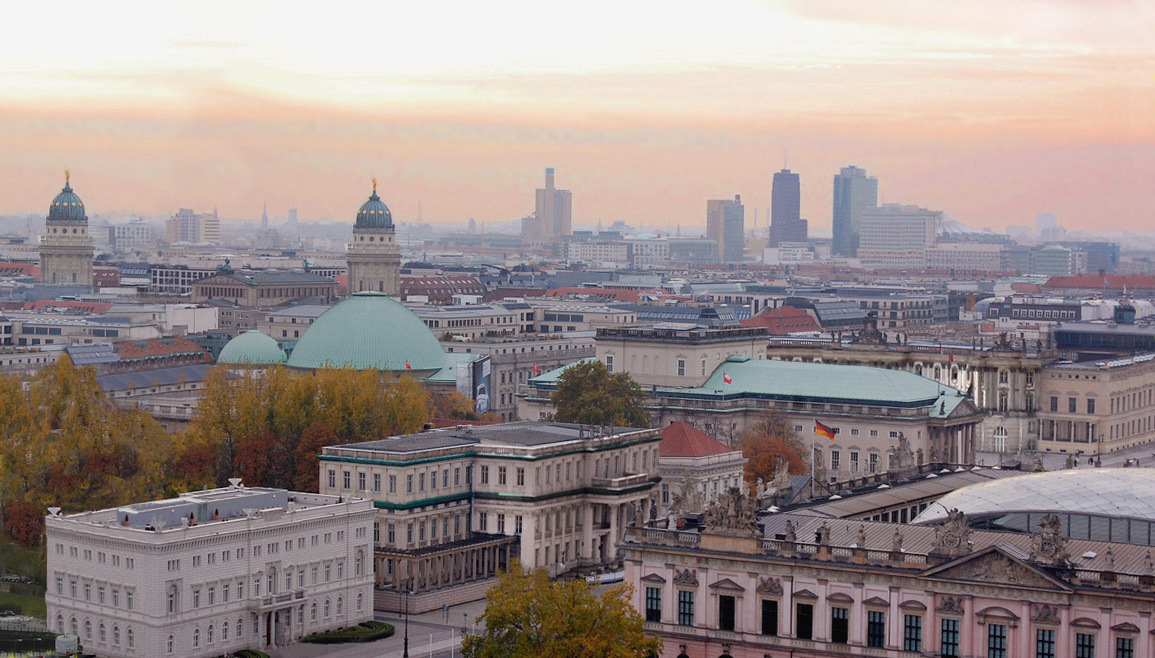
Traumfrauen entstand an verschiedenen Motiven in Berlin.

Traumfrauen ist das Regiedebüt von Anika Decker, die zuvor als Drehbuchautorin die drei erfolgreichen Kinoproduktionen Keinohrhasen (2007), Zweiohrküken (2009) und Rubbeldiekatz (2011) hatte mitverantworten können. Laut Decker wurde sie von den ihr fehlenden „weiblichen Helden“ im Kino dazu inspiriert, ein Drehbuch zu schreiben, dessen vier Protagonisten ausschließlich Frauen sind: „Ich finde, wir haben in Deutschland so unglaublich viele tolle Schauspielerinnen und ich dachte, ihnen muss man Hauptrollen schreiben.“ Für die Besetzung konnte sie schließlich Hannah Herzsprung und Karoline Herfurth in den Hauptrollen der beiden „hochneurotischen“ Schwestern Leni und Hannah gewinnen, während Iris Berben in der Rolle ihrer Mutter Margaux besetzt wurde und Palina Rojinski den Part von Freundin Vivienne übernahm, welche Decker als weibliche Interpretation einer „typischen Romantic Comedy Männerrolle“ beschrieb.
Neben ihrer Doppelfunktion als Autorin und Regisseurin trat Decker auch als Co-Produzentin in Erscheinung. Gemeinsamen mit ihrem Bruder Jan Decker hatte sie daher im Vorfeld die Decker Bros. Filmproduktion gegründet. Als Hauptproduzenten fungierten Lothar Hellinger und Christopher Doll von der Hellinger / Doll Filmproduktion. Daneben konnte Warner Bros. Pictures Germany als Co-Produzent gewonnen werden. Finanzielle Verleih- und Produktionsförderung erhielt Traumfrauen durch den Deutschen Filmförderfonds (DFFF) und das Medienboard Berlin-Brandenburg (MBB). Die Dreharbeiten fanden vom 16. Juli bis 2. September 2014 in Berlin statt.

### Soundtrack
Der Soundtrack zum Film erschien am 20. Februar 2015 bei Vertigo.
| Nr. | Titel                       | Interpret                           | Länge |
| --- | --------------------------- | ----------------------------------- | ----- |
| 1.  | Keine Religion              | Joy Denalane                        | 3:32  |
| 2.  | Hannah Got Funk             | Score                               | 0:49  |
| 3.  | Come Home                   | Miss Cee & The Sunshine State       | 2:29  |
| 4.  | Margaux Theme               | Score                               | 0:52  |
| 5.  | Fuck For Infinity 2         | Neeon                               | 3:21  |
| 6.  | Margaux und die Cyberbienen | Score                               | 0:47  |
| 7.  | In the Club                 | Score                               | 2:37  |
| 8.  | The Sun                     | Parov Stelar featuring Graham Candy | 2:53  |
| 9.  | Open Up Your Door           | Richard Hawley                      | 4:43  |
| 10. | Viviennes Kiss              | Score                               | 1:05  |
| 11. | Margaux Memories            | Score                               | 1:09  |
| 12. | Cruisen                     | Massive Töne                        | 3:55  |
| 13. | Talking Again               | Ira May                             | 4:16  |
| 14. | Len & Joseph Theme          | Score                               | 2:10  |
| 15. | I'm Not the Only One        | Sam Smith                           | 4:49  |
| 16. | Sorry I Have to Leave Now   | Chris Schummert                     | 4:00  |
| 17. | Tell Me                     | Apollo Theo                         | 2:53  |
| 18. | In Between Days             | The Cure                            | 2:56  |
| 19. | Big Jumps                   | Emiliana Torrini                    | 3:01  |
| 20. | Margaux & Hegemann Theme    | Score                               | 0:43  |
| 21. | Margaux's Chanson           | Score                               | 0:42  |
| 22. | Lights                      | Ellie Goulding                      | 4:05  |
| 23. | Hooked on You               | Parov Stelar featuring Timothy Auld | 3:28  |

## Kritiken
„Vier Frauen also stärken sich den Rücken und mischen die Männer und bei einem Tennis-Match auch die Rivalin und Todfeindin von Margaux auf. Das ist das inzwischen gängige Muster für Lustspiele am Mädelsabend im Kino, hier mit guter Besetzung, von der sich Rojinski als deutsche Cameron Diaz empfiehlt“, schrieb Hans Gerhold von den Westfälischen Nachrichten. Das alles sei „etwas holprig inszeniert, ohne Sinn für echtes Timing, oft bemüht komisch und albern, sorgt aber sicher durch das Trommelfeuer schlüpfriger Witze beim Zielpublikum für gute Laune.“

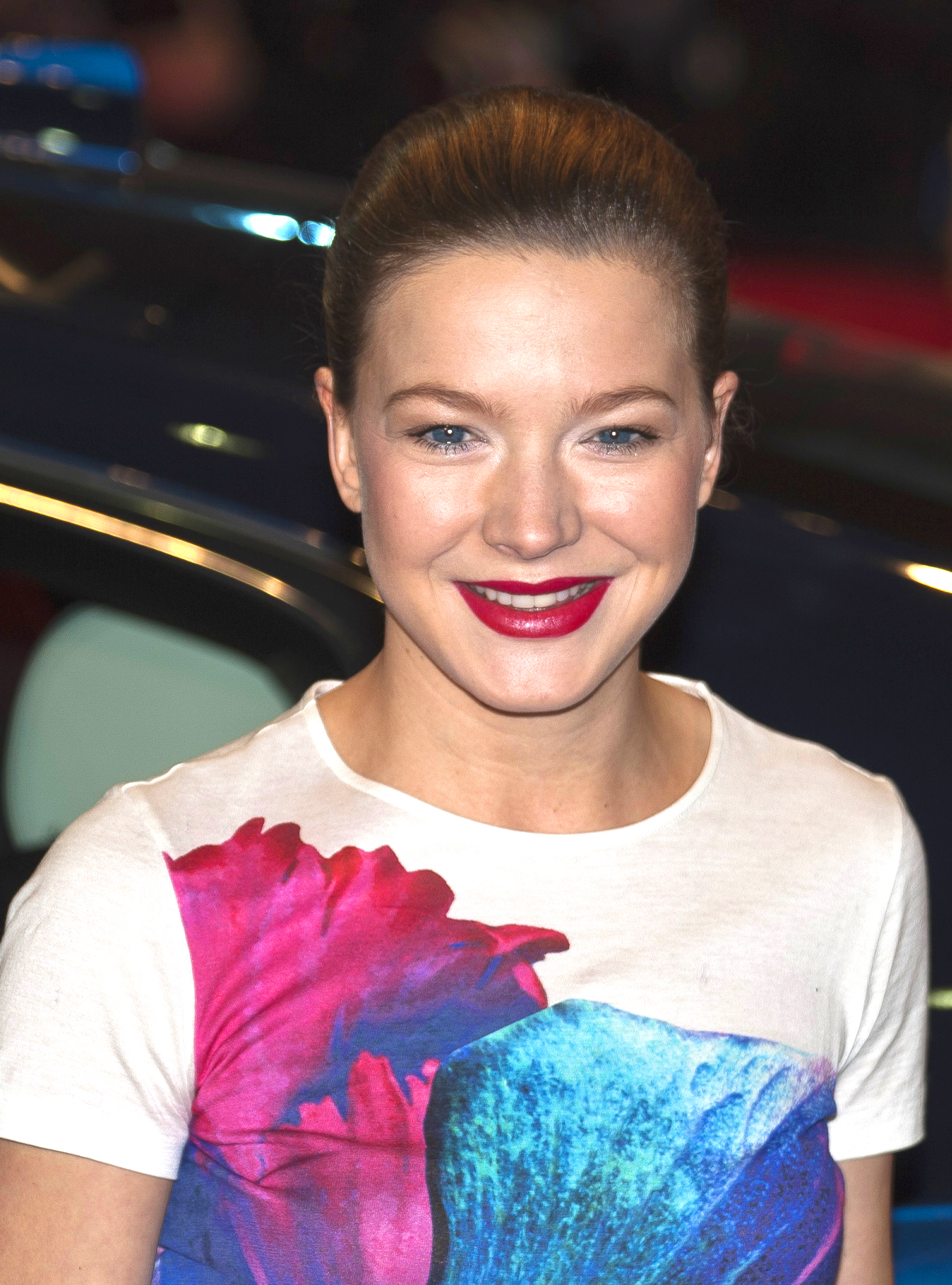
Die Besetzung um Hannah Herzsprung erntete positive Kritiken für ihr Spiel.

 „Schon klar, Traumfrauen will nicht zu bedeutsam sein, und das ist durchaus lustig so“, urteilte Jan Schulz-Ojala vom Tagesspiegel. Vor allem Karoline Herfurth und Palina Rojinski gäben dem „Publikumsaffen Zucker“, während Berben und M’Barek eher „vergleichsweise natürlich“ spielten und Herzsprung „zwischen allen die Mitte“ halte. Deckers Film habe „Form und Frische. Anders auch als die Millionenseller des Ego-Maniac Til Schweiger atmet „Traumfrauen“, nicht nur weil von mehreren gleichwertig relevanten Schicksälchen die Rede ist, geradezu tiefenentspannt Teamgeist [...] Und tatsächlich, durchaus unblödes Unterhaltungskino für Zuschauerinnen und Zuschauer ist Traumfrauen allemal.“
Welt-Redakteur Elmar Krekeler bezeichnete die Produktion als „traurigen Film“ und schrieb in seiner Rezension, dass Normalität in Traumfrauen nichts zu suchen habe: „Erst wenn man gegen etwas anspielen muss, so war wohl die Idee, entwickelt sich Komik. Deswegen schleppen alle Figuren so lange irgendwas individuell Schreckliches mit sich herum, bis sie keine Figuren mehr sind, sondern Knalleffekte. Bei den meisten knallt es ziemlich schnell. Dann ist die Luft raus.“ Der Film zeige eine „durchaus lustigkeitsfreie, interruptusreiche Beziehungsanbahnung, die einem [...] so derart langweilt“.
Björn Becher von Filmstarts befand, dass der Film wie eine Aneinanderreihung aussortierter Sketche wirke, „die es mangels Klasse gar nicht erst in die Sendung geschafft haben. Dieses Gefühl beschleicht einen vor allem in der ersten Hälfte [...] immer wieder. Erst danach wird die lose Folge von auf grobe Pointen getrimmten humoristischen Szenen allmählich in ein erkennbares dramaturgisches Konzept überführt und das Erzählprinzip Sketchrevue zugunsten von Figuren- und Handlungsentwicklung aufgegeben – aber da ist es bereits zu spät, denn trotz gelungener Momente fällt es schwer, nun auf einmal mit den zuvor für billige Lacher missbrauchten Protagonisten mitzufühlen.“
Die Zeitschrift Cinema meinte, dass Traumfrauen auf die typischen Zutaten einer deutschen Beziehungskomödie setze, dem Publikum aber die zotigen Gags der Schweiger- und Schweighöfer-Filme erspare. Deckers Film überzeuge durch perfektes Timing und pointierte Dialoge und die unbefangene Spielfreude der Hauptdarstellerinnen. Der film-dienst bezeichnete den Film als vorhersehbare Beziehungskomödie, die zwar mit der Verruchtheit ihrer Prämisse kokettiere, dabei aber ziemlich ungeniert dem Ideal der großen Liebe huldige. Die abwertende Zeichnung der weiblichen Figuren könne dabei durch die gut aufgelegten Hauptdarstellerinnen nicht aufgefangen werden.

## Erfolg
Traumfrauen feierte am 17. Februar 2015 im Sony-Center am Potsdamer Platz in Berlin Weltpremiere. Die Freigabe zur öffentlichen Vorführung der Produktion erfolgte zwei Tage später. Presseberichten zufolge zählte die Produktion nach Ende des ersten Vorführwochenendes rund 380.000 Besucher in knapp 600 Kinos und konnte sich damit hinter Fifty Shades of Grey und SpongeBob Schwammkopf 3D auf Platz 3 der deutschen Kinocharts platzieren. Insgesamt konnte die Produktion bis Jahresende knapp 1,7 Millionen Besucher in die Kinos locken. Das Gesamteinspielergebnis in Deutschland betrug 13,4 Millionen Euro. Der Film rangiert damit hinter Fack ju Göhte 2, Honig im Kopf, Die Tribute von Panem – Mockingjay Teil 2 und Er ist wieder da auf Platz 5 der erfolgreichsten deutschen (Ko-)Produktionen des Jahres 2015.

## Auszeichnungen
Karoline Herfurth wurde für ihre schauspielerische Leistung im Folgejahr für den Deutschen Schauspielerpreis nominiert, unterlag bei der Verleihung jedoch Caroline Peters. Bei der Romyverleihung 2016 ging Traumfrauen in den Kategorien Bester Kinofilm und Bester Produzent Kinofilm gleich in zwei Kategorien ins Rennen, musste sich jedoch dem Kriminalfilm Das ewige Leben sowie den Produzenten Barbara Gräftner und Robert Winkler für den Spielfilm Der Blunzenkönig geschlagen geben. Herzsprung und M'Barek waren für ihr Spiel darüber hinaus für den Jupiter in den Kategorien Beste deutsche Darstellerin und Bester deutscher Darsteller nominiert.